# Шувалово (Озерський міський округ)
Шувалово (рос. Шувалово) — селище Озерського міського округу, Калінінградської області Росії. Входить до складу Красноярського сільського поселення.
Населення —  114 осіб (2015 рік). 

## Населення
| 2002 | 2010 |
| ---- | ---- |
| 113  | ↗114 |